# Lorraine-Dietrich 15 CV
Lorraine-Dietrich 15 CV ist die Bezeichnung für mehrere Pkw-Modelle von Lorraine-Dietrich in Frankreich. CV ist ein Hinweis auf Cheval fiscal, der damaligen steuerlichen Einstufung in Frankreich.

## Die Modelle im Einzelnen
- Lorraine-Dietrich A 1.6, Prototyp von 1920
- Lorraine-Dietrich B.6 von 1921 bis 1927 (danach Lorraine B.6)
- Lorraine-Dietrich Sport von 1925 bis 1927 (danach Lorraine Sport)
- Lorraine-Dietrich Type VFH von 1909 bis 1910
- Lorraine-Dietrich Type VG 6 von 1909 bis 1910